# Nabil Bonduki
Nabil Georges Bonduki (São Paulo, 4 de fevereiro de 1955) é um arquiteto, urbanista, professor universitário, escritor e político brasileiro, filiado ao Partido dos Trabalhadores (PT). É Professor Titular de Planejamento Urbano da Universidade de São Paulo (USP) e Professor Visitante na Universidade da Califórnia, em Berkeley. Em 2024 foi eleito para o 3º mandato de Vereador de São Paulo com 49.540 votos.  
Exerceu mandato de vereador na Câmara Municipal de São Paulo entre 2001 e 2004 e entre 2013 e 2016. pelo Partido dos Trabalhadores (PT), tendo tido papel fundamental da elaboração do Plano Diretor Estratégico de São Paulo em 2002 e 2014. Foi Secretário Municipal de Cultura de São Paulo e é colunista de órgãos de imprensa como CartaCapital, a partir de 2010, Folha de S.Paulo. (2017-2022) e Rádio USP (2019-atual).

## Biografia

### Primeiros anos
Nabil nasceu na cidade de São Paulo, no ano de 1955 sendo descendente de imigrantes sírios oriundos da cidade de Homs. É filho de Gabriel Georges Bonduki, comerciante sírio da região da 25 de Março e editor de um jornal em tipografia árabe para a comunidade árabe-brasileira, e da síria radicada na argentina Suad Orfali Bonduki. 

### Formação acadêmica
Sua carreira acadêmica se iniciou no ano de 1974, quando ingressou no curso de Arquitetura e Urbanismo na Faculdade de Arquitetura e Urbanismo da Universidade de São Paulo (FAU-USP), onde formou-se no ano de 1978. Ainda na graduação, Nabil participou de grupos de pesquisa sobre o padrão periférico de crescimento das cidades brasileiras, campo de pesquisa relativamente novo nos estudos urbanos brasileiros, junto a pesquisadores como Raquel Rolnik, Lucio Kovarick, Gabriel Bolaffi, Rodrigo Lefebvre, Ermínia Maricato e Francisco de Oliveira.
Em paralelo à sua graduação, Nabil Bonduki iniciou sua carreira na docência lecionando linguagem arquitetônica no cursinho pré-vestibular do Colégio Objetivo, em 1975. Ainda assim, seus primeiros passos como professor universitário foram dados na Universidade de Taubaté, em 1979, e nas Belas Artes, no ano de 1982. Influenciado pelos escritos revolucionários de Sergio Ferro, que rebaixavam a figura do arquiteto no canteiro de obras para ressaltar a importância do trabalhador da construção civil na produção habitacional, Nabil fundou o Laboratório de Habitação das Belas Artes, que prestava assessoria técnica para movimentos de moradia. Essa experiência serviria de base para o programa pioneiro de construção habitacional por mutirões autogeridos durante a prefeitura de Luiza Erundina, que, apesar de descontinuada na gestão de Paulo Maluf, serviu de embrião para políticas como Assistência Técnica para Habitação de Interesse Social (ATHIS) e Minha Casa, Minha Vida - Entidades.
No ano de 1987, Nabil concluiu seu mestrado em Estruturas Ambientais Urbanas na FAU USP, intitulado "Habitação & Autogestão: construindo territórios de utopia", orientado pelo sociólogo Gabriel Bolaffi. Em sua dissertação, o urbanista aprofunda conceitualmente a sua experiência vivida nos canteiros autogeridos pelo movimento de moradia nas periferias de São Paulo.
No ano de 1995, obteve seu doutorado em Estruturas Ambientais Urbanas na mesma instituição, orientado por Flávio Villaça e chamado "Origens da habitação social no Brasil: arquitetura moderna, lei do inquilinato e difusão da casa própria", onde Bonduki faz um panorama histórico da formação das políticas habitacionais no país e seu crescimento difuso até a Ditadura militar brasileira.
Nabil Bonduki começou a lecionar na Universidade de São Paulo no ano de 1986, para o curso de Arquitetura e Urbanismo da Escola de Engenharia de São Carlos (que hoje faz parte do Instituto de Arquitetura e Urbanismo). Em 2003, passou a integrar o Departamento de Projeto da Faculdade de Arquitetura e Urbanismo e de Design da Universidade de São Paulo. Em 2011, foi aprovado no exame de Livre-Docência. Desde 2013, é Professor Titular de Planejamento Urbano na mesma instituição. No ano de 2018, foi professor visitante na Universidade da Califórnia, na cidade de Berkeley, com apoio do Programa Fulbright.

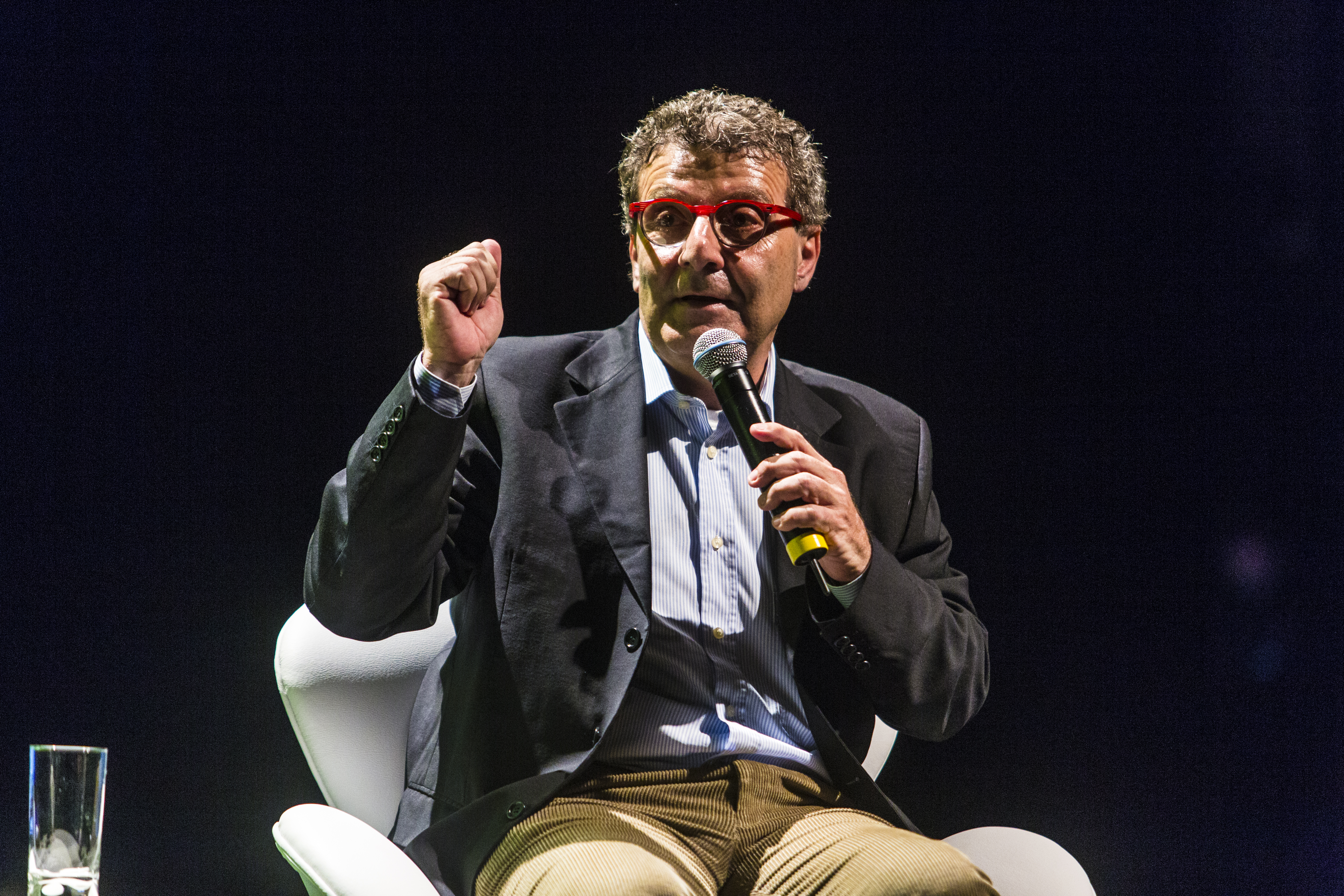
Nabil Bonkudi na Virada Sustentável de 2015.

### Produção
Pesquisador em urbanismo e história da arquitetura, Bonduki é autor de treze livros. Em 2015, recebeu  o Prêmio Jabuti de Literatura na categoria "Arquitetura, Urbanismo, Artes e Fotografia" pelo livro "Pioneiros da Habitação Social". É autor de centenas de artigos acadêmicos e em órgãos de imprensa especializada e geral. Foi colunista da revista CartaCapital, do jornal Folha de S. Paulo e da Rádio USP.
Como urbanista, prestou consultoria para inúmeros municípios na elaboração de planos diretores e de habitação, como Franca, Ipatinga, Taboão da Serra, Nova Iguaçu, São Paulo, Salvador, além do Distrito Federal. Foi consultor para a elaboração da Política Nacional de Habitação de Moçambique (2009) e do Plano Nacional de Habitação de Cabo Verde (2010).

## Política
Foi Superintendente de Habitação Popular do município de São Paulo (Gestão Luiza Erundina (PT), 1989-92), tendo coordenado o Programa de Habitação de Interesse Social do município.

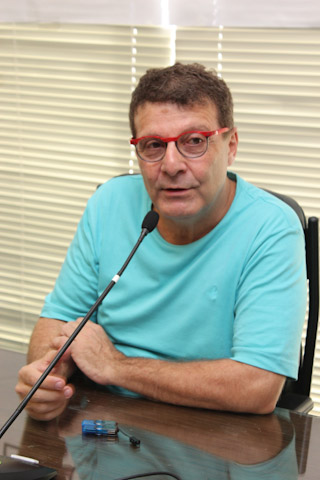
Nabil Bonduki em palestra.

No ano de 2000, foi eleito Vereador do município de São Paulo (2001-4) com 20.737 votos, coordenou a elaboração do substitutivo do Plano Diretor Estratégico do Município de São Paulo (Lei nº. 13.430/2002) e dos Planos Regionais das 31 subprefeituras do município.
Atuou na coordenação da consultoria para a elaboração do Plano Nacional de Habitação (2007-8). Em 2011 e 2012, foi secretário nacional de Recursos Hídricos e Ambiente Urbano do Ministério do Meio Ambiente do Brasil., onde coordenou a implementação da Lei Nacional de Resíduos Sólidos e organização da agenda de sustentabilidade urbana do ministério.
No ano de 2012, foi eleito novamente vereador de São Paulo pelo Partido dos Trabalhadores (PT) com 42.411 votos. Também em 2012, foi coordenador do programa de desenvolvimento urbano do então pré-candidato à prefeitura de São Paulo, Fernando Haddad.  Como vereador do município de São Paulo (2013-2016), foi o relator e autor do Substitutivo do Plano Diretor Estratégico de São Paulo (2014), premiado pela Organização das Nações Unidas (ONU).
Elaborou dezenas de Projetos de Lei nas áreas de urbanismo, cultura, meio ambiente, mobilidade, habitação e direitos humanos. É de sua autoria inúmeras leis em vigor na cidade, como a que criou o VAI 1 e o VAI 2 (Programa de Valorização de Iniciativas Culturais), voltada para apoiar projetos culturais de jovens na periferia da cidade e o Fomento à Dança; a Gestão Participativa de Praças; obrigatoriedade de colocar em nome da mulher a moradia promovida pela prefeitura; o Programa Ruas Abertas, a obrigatoriedade da alimentação escolar incluir produtos orgânicos; a isenção de Imposto sobre a Propriedade Predial e Territorial Urbana (IPTU) para teatros e cinema instalados em edifícios junto a rua, entre outros.
No início de 2015, foi nomeado pelo prefeito Fernando Haddad, Secretário Municipal de Cultura de São Paulo, sucedendo Juca Ferreira, que assumiu o Ministério da Cultura. Na Secretaria de Cultura implementou, entre outras iniciativas, a SPCine, empresa da Prefeitura de São Paulo voltada para o audiovisual, o Carnaval de Rua, o Circuito Municipal de Cultura e fortaleceu a rede de casas de cultura da secretaria. Saiu do cargo, sendo substituído por Maria do Rosário Ramalho.
Em abril de 2016, reassumiu o mandato de vereador e concorreu nas eleições para o legislativo em outubro do mesmo ano,, mas não se elegeu, tendo recebido mais de 23.269 votos e ficando na primeira suplência.
No ano de 2022, após a eleição do Presidente Luiz Inácio Lula da Silva para o seu terceiro mandato, Nabil Bonduki foi convidado a integrar o grupo de "Cidades" da transição do governo, ao lado de figuras como Guilherme Boulos, João Campos, Ermínia Maricato e Inês Magalhães.
Em outubro de 2024, Nabil Bonduki foi eleito para o terceiro mandato de vereador em sua maior votação, com 49.540 votos. Atualmente, integra a Comissão de Política Urbana, Metropolitana e Meio Ambiente e a Comissão Extraordinária de Apoio ao Desenvolvimento do Turismo, do Lazer, da Gastronomia, da Hospitalidade e dos Eventos da Câmara Municipal de São Paulo.

## Desempenho eleitoral
| Ano  | Eleição                | Partido | Cargo    | Votos  | %     | Resultado | Ref    |
| ---- | ---------------------- | ------- | -------- | ------ | ----- | --------- | ------ |
| 2000 | Municipal de São Paulo | PT      | Vereador | 20.737 | 0,38% | Eleito    | [ 35 ] |
| 2004 | Municipal de São Paulo | PT      | Vereador | 20.601 | 0,35% | Suplente  | [ 36 ] |
| 2008 | Municipal de São Paulo | PT      | Vereador | 24.055 | 0,40% | Suplente  | [ 37 ] |
| 2012 | Municipal de São Paulo | PT      | Vereador | 42.411 | 0,74% | Eleito    | [ 38 ] |
| 2016 | Municipal de São Paulo | PT      | Vereador | 23.269 | 0,43% | Suplente  | [ 39 ] |
| 2020 | Municipal de São Paulo | PT      | Vereador | 16.379 | 0,32% | Suplente  | [ 40 ] |
| 2024 | Municipal de São Paulo | PT      | Vereador | 49.540 | 0,85% | Eleito    | [ 41 ] |

## Prêmios
Recebeu o prêmio Arquiteto do Ano, entregue pela Federação Nacional dos Arquitetos na categoria Público no ano de 2009.
Venceu o prêmio Jabuti - prêmio mais importante da literatura brasileira - no ano de 2015 com o livro Pioneiros da Habitação Social na categoria "Arquitetura, Urbanismo, Artes e Fotografia".

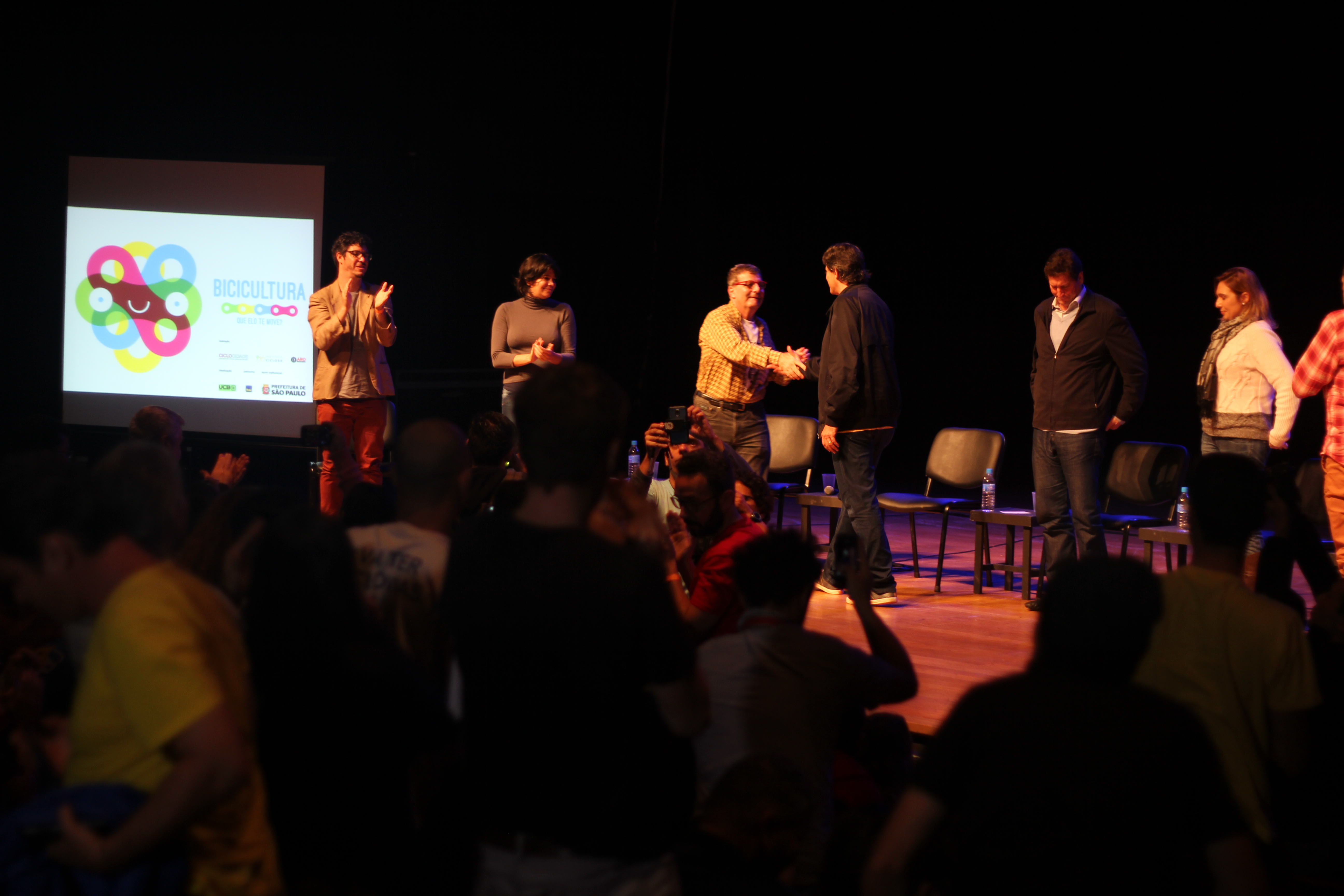
André Geraldo Soares (UCB), Gabriel di Pierro (Ciclocidade), Renata Florentino (Rodas da Paz), Luciana Nicola (Itaú), Nabil Bonduki, Jilmar Tatto e Fernando Haddad

## Livros publicados
- Periferias: ocupação do espaço e reprodução da força de trabalho. São Paulo: Cadernos de Estudos e Pesquisa Prodeur - FAU-USP, 1978, 130 p. (Co-autoria: Raquel Rolnik).[46]
- Habitação & Autogestão: construindo territórios de utopia. Rio de Janeiro: Fase, 1992, 181 p.[47]
- Arquitetura & Habitação Social em São Paulo 1989-1992. Catálogo de exposição montada na II Bienal Internacional de Arquitetura de São Paulo. São Paulo: Escola de Engenharia de São Carlos da Universidade de São Paulo, 1993. 96 p.[48]
- Habitat: As práticas bem sucedidas em habitação, meio ambiente e gestão urbana nas cidades brasileiras. São Paulo: Studio Nobel, 1996, 256 p. (2a edição 1999).[49]
- Origens da Habitação Social no Brasil. São Paulo: Estação Liberdade, 1998, 344 p. (2ª ed., 1999, 3ª ed., 2001, 4ª ed., 2004, 5ª ed. 2007; 6ª ed. 2012, 7ª ed. 2016).(Premio Melhor Livro ANPUR 1999).[9]
- Affonso Eduardo Reidy. Lisboa: Blau/Instituto Lina Bo e P.M. Bardi, 1999, 216 p. Port./Inglês. 2000.[50]
- Habitar São Paulo – Reflexões sobre a gestão urbana. 1ª edição, São Paulo: Estação Liberdade, 2000, 168 p. ISBN 85-7448-032-0.[51]
- Plano Municipal de Habitação de Salvador, 2008-2025. Salvador: Prefeitura Municipal de Salvador, 2008. (Co-autoria: Rossella Rossetto).[52]
- Procedimentos inovadores em gestão habitacional, 1ª edição, Porto Alegre: ANTAC, v.1, 2009, 216 p.(Co-organizador Adauto Cardoso).[53]
- Expansão urbana em questão: instrumentos para ordenar o crescimento das cidades. São Paulo, Instituto Polis, 2010. (Co-autoria: Paula Santoro)
- Intervenções urbanas em núcleos históricos. Brasília: Iphan, 2012.[54]
- Pioneiros da Habitação Social (Volume 1) – Cem anos de políticas públicas no Brasil. São Paulo: Editora da Unesp e Editora Sesc, 2014, 387p.(Prêmio Jabuti 2015).[55]
- Pioneiros da Habitação Social (Volume 2) – Inventário da produção habitacional (1930-1964). São Paulo: Editora da Unesp e Editora Sesc, 2014, 499 p..(Co-autoria: Ana Paula Koury).[55]
- Pioneiros da Habitação Social (Volume 3) – Onze modos de morar no Brasil moderno . São Paulo: Editora da Unesp e Editora Sesc, 2014, 287p.
- A luta pela Reforma Urbana no Brasil. São Paulo: Casa da Cidade Edições, 2018.[56]